# Kobjajskij ulus
Il Kobjajskij ulus è un ulus (distretto) della Repubblica Autonoma della Jacuzia-Sacha, nella Russia siberiana orientale; il capoluogo è la cittadina di Sangar.
Confina con gli ulus Viljujskij ad ovest, Ust'-Aldanskij, Namskij e Gornyj a sud, Tomponskij a est, Verchojanskij a nordest,  Ėveno-Bytantajskij a nord, Žiganskij a nordovest.
Si estende nella media valle della Lena, sui bacini dei suoi affluenti Aldan, Linde e Viljuj, nella vasta area pianeggiante conosciuta come bassopiano della Jacuzia centrale; le estreme aree nordorientali sono interessate dai primi contrafforti dei monti di Verchojansk.